# 제멋대로 함선 디오티마
《제멋대로 함선 디오티마》(The Random Vessel Diotima)는 대한민국의 만화가 권교정의 만화 작품이다. 21세기 후반을 배경으로, 우주 공간에 세워진 최신 우주 정거장인 ‘디오티마’를 무대로 하고 있다.
《제멋대로 함선 디오티마》는 1999년 대원씨아이의 월간 만화 잡지 《화이트》에서 연재를 시작했지만, 잡지의 무기한 정간(사실상의 폐간)으로 연재가 중단되었다. 그러다가 2005년에 도서출판 허브의 여성 만화 잡지 《허브》에서 연재를 재개했으나, 역시 같은 이유로 곧 연재가 중단되었다. 페이퍼하우스에서 발간하는 장르 소설 월간지인 《판타스틱》에서 연재를 하였으나 잡지 폐간 이후, 시공사로 출판사가 바뀌며 재발간되는 과정에서 연재가 제외되었다. 최근에 신판 단행본이 4권까지 나왔다. 그 외에도 대원씨아이 시절에 2권까지 나온 적이 있다.

## 등장인물
- 나머 준
- 지온 훗첸플로프
- 뮤 갈릴레이
- 라테라사
- 미라 달
- 스카 지니어스
- 루이스 지니어스
- 아서 맥스웰
- 존 H.서얼
- 이폴리드 칸 맥스웰
- 샐리
- 알렉스

## 줄거리
- 인류 역사상 최초의 우주 함선, 디오티마에 나머 준 함장이 부임한다. 기대와 신뢰를 주던 모습은 처음뿐. 준 함장의 본성은 잠자기 좋아하는 게으름뱅이. 제멋대로인 함장을 찾아다니다 ‘함장 마니아’라는 별명까지 붙은 지온은 조난당한 소형 우주선의 긴급 구조 요청을 받는데….

## 단행본

### 초판(현재 절판)
- 지음: 권교정
- 그림: 권교정
- 출간: 대원씨아이

1. 제멋대로 함선 디오티마 1권 - 2000년 2월 16일(ISBN 9788952800817)
2. 제멋대로 함선 디오티마 2권 - 2000년 10월 28일(ISBN 9788952812391)

### 신판
- 지음: 권교정
- 그림: 권교정
- 출간: 도서출판 길찾기

1. 제멋대로 함선 디오티마 1권 - 2007년 12월 28일(ISBN 9788960521254)
2. 제멋대로 함선 디오티마 2권 - 2008년 3월 1일(ISBN 9788960521261)
3. 제멋대로 함선 디오티마 3권 - 2008년 3월 15일(ISBN 9788960521278)
4. 제멋대로 함선 디오티마 4권 - 2009년 11월 10일(ISBN 9788960521438)

## 같이 보기
- 판타스틱 - 현재 연재 중인 잡지